# الإسلام في اليمن

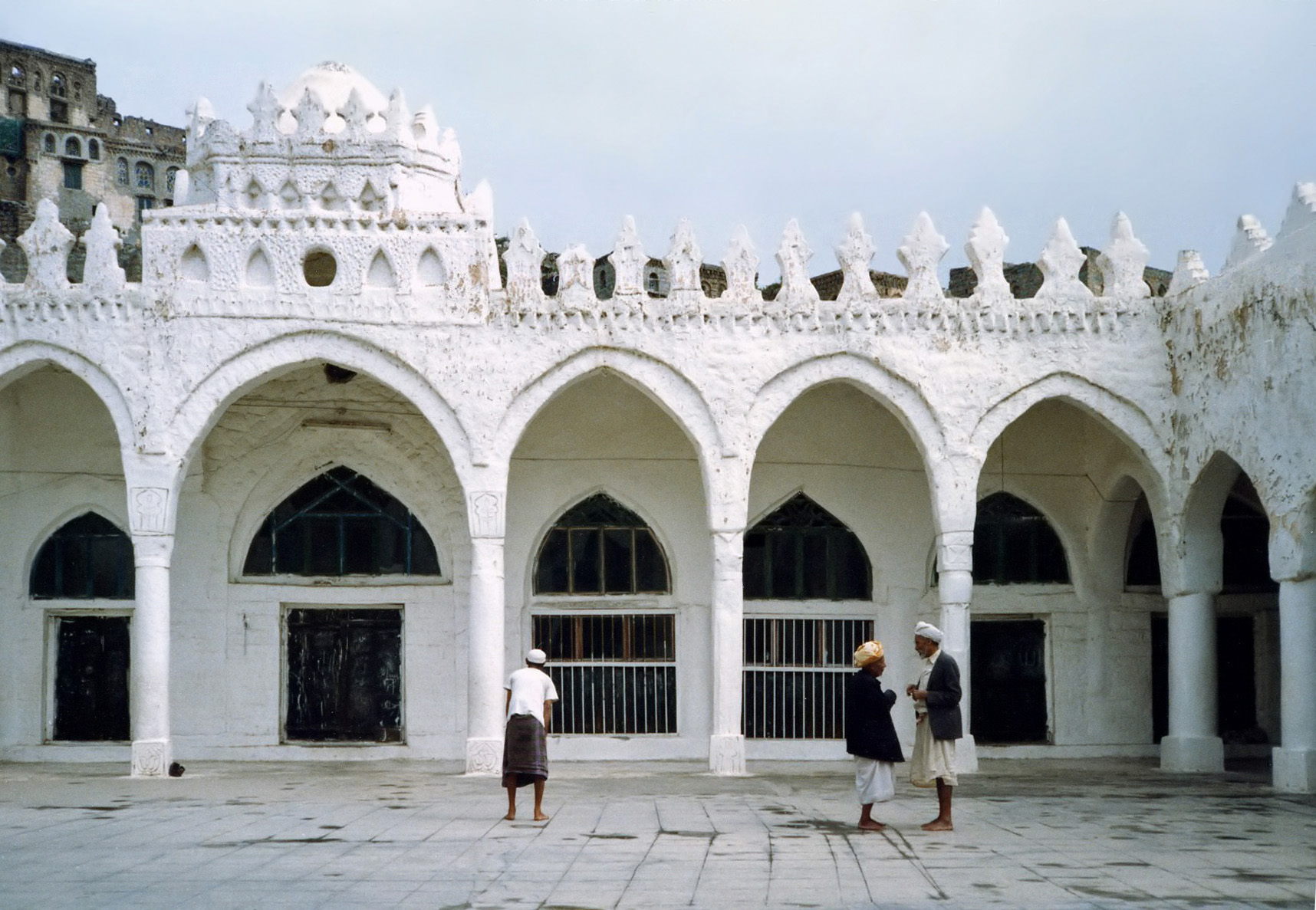
صورة لباحة مسجد الملكة اروى عام 1986م، جبلة، اليمن.

تبلغ نسبة المسلمين في اليمن حوالي 99,98% من إجمالي السكان، وكان الإسلام قد انتشر في اليمن بسرعة كبيرة، ويعود دخول الإسلام في اليمن إلى عهد رسول الله محمد بن عبد الله حينما أرسل علي بن أبي طالب ومعاذ بن جبل إلى اليمن لدعوة أهلة إلى الإسلام، فكان أن استجاب أهل اليمن إلى دعوتهما دون تردد أو مقاومة. ثم ترسخ الإسلام في اليمن أكثر ودخل أهله في جيش المسلمين الذي فتح الشام وعدد أخر من البلاد التي أصبحت من حواضر المسلمين فيما بعد.

## تاريخ

### دخول اليمن في الإسلام
عرف اليمنيون بأمر البعثة النبوية في العام 610م، وذلك من خلال الرحلات التجارية التي كانت بين قريش واليمن، وما تلاها من دعوة سرية وجهرية، ثم مخاطبة الرسول محمد الوافدين من القبائل المجاورة، وبعد ذلك هجرة بعض المسلمين إلى الحبشة، ثم إلى المدينة وبداية تكوين الدولة الإسلامية، والتي ظهرت مكانتها الخاصة بعد غزوة بدر الكبرى 2هـ/ 623م، لتهدد بعد ذلك دولة الروم في دومة الجندل 5هـ/ 626م، وتتوسع فيما حولها على حساب يهود بني قينقاع وبني النضير وبني قريظة، ثم تقر سلطانها بعد صلح الحديبية 6هـ/ 627م أمام زعيمة الجاهلية العربية قريش، فكان لكل هذه الأحداث المتلاحقة أثر كبير في أهل اليمن، فجاء تأثرهم بالإيجاب في ذلك إما رغبة أو رهبة.
وقد كانت اليمن في تلك الأثناء منقسمة بين قوى قبلية هي: حمير، وحضرموت، وكندة، وهمدان، وبين حكمٍ فارسي في صنعاء وعدن وما حولها، وبين جيبٍ في نجران للنفوذ الروماني الحبشي، وهو الجيب الذي كان فيه نصارى نجران هناك.
لم يأت إسلام أهل اليمن دفعة واحدة بل جاء على أشكال متعددة ولكل قبيلة في اليمن أسلوب انتهجه واتبعه الرسول محمد؛ وكانت المقدمة حينما أسلم أفراد من قبائل مختلفة كأبي موسى الأشعري في الأشاعرة، والطفيل بن عمرو في دوس، وقيس بن الهمداني في همدان، فأخذوا ينشطون للدعوة في قبائلهم.
أما بالنسبة إلى الأبناء ، فإن الرسول محمد بعث رسالة إلى باذان حاكم اليمن من قبل الفرس دعاه فيها إلى الإسلام، فاستجاب باذان لدعوة الإسلام، وتبعه في ذلك أتباعه ، وقد أقره الرسول على اليمن، فبقي حاكما عليها حتى مات.
أصبح اليمن جزءاً من الدولة الإسلامية منذ عهد رسول الإسلام محمد، حيث عين عدد من العمال عليه وكان ممن عينهم علي بن أبي طالب، ومعاذ بن جبل، وأبو موسى الأشعري، وسعيد بن لبيد الأنصاري، والبراء بن عازب، وخالد بن الوليد ووبر بن يحنس، وآخرون غيرهم، وكان محمد قد أمر عامله وبر بن يحنس ببناء جامع صنعاء الذي سمي الجامع الكبير. ولم تنقطع تبعية اليمن للدولة الإسلامية طوال فترة الخلفاء الراشدين وفترة بني أمية، غير أن اليمن انفصل مبكراً عن الدولة العباسية ونشأت به خلال تلك الفترة أمارات إسلامية مستقلة، لكن تلك الفترة الانفصالية لم تستمر، فقد أرسل الخليفة العباسي المأمون بن هارون الرشيد حملة عسكرية ناجحة لإعادة اليمن إلى الدولة العباسية.

## التوزيع
أكثر من 65% سنة و أقل من 34%، من شيعة الزيدية.